# Мне необходимо быть вместе с тобой
«Мне необходимо быть вместе с тобой» (итал. L'esigenza di unirmi ogni volta con te; англ. Getaway of Love) — итальянский драматический фильм 2015 года, снятый режиссером Тонино Дзангарди по собственному одноименному роману. В главных ролях Марко Боччи и Клаудия Джерини.

## Сюжет
Джулиана живет обычной жизнью в маленьком приморском городке в Апулии и работает кассиршей в супермаркете. Уже десять лет она в браке с Мартино, который часто ездит в командировки и оставляет жену дома одну. Леонардо — полицейский, он страдает депрессией из-за измены жены и брата, которых застал вместе в постели, и думает о самоубийстве. Судьбы этих двоих пересекаются во время вооруженного ограбления супермаркета, когда преступники захватывают Джулиану в заложницы, а Леонардо ее спасает. Через некоторое время они понимают, что влюблены друг в друга и начинают встречаться. Несколько месяцев спустя Джулиана решается сказать мужу, что уходит от него к Леонардо. Но ситуация выходит из-под контроля: Мартино реагирует крайне бурно, он бьет Джулиану и душит ее. Спасая свою жизнь, женщина хватает нож, случайно попавший под руку, и наносит ему удар в живот, от которого тот умирает. Напуганная Джулиана звонит Леонардо, который запрещает ей извещать полицию и уговаривает решиться на побег с ним. Джулиана соглашается, но в дороге ее все больше охватывают сомнения в правильности их действий, она предлагает сдаться, из-за чего они серьезно ссорятся с Леонардо. В конце полиция догоняет беглецов среди кукурузного поля, где Джулиана выходит из машины с намерением сдаться. Леонардо сердится на нее, но почти сразу догоняет ее, берет за руку, и они предстают перед полицейскими вместе.

## В ролях
- Марко Боччи — Леонардо
- Клаудия Джерини — Джулиана
- Марк Дюре — Мартино
- Антонио Лорио — Вито
- Клаудия Фратанкангели — мать Леонардо
- Леонардо Дзангарди — Леонардо в детстве
- Роза Энгиноли — Джулиана в детстве

## Места съёмок
Съёмки проходили в городе Триказе (провинция Лечче) в Апулии на юге Италии летом 2014 года.

## Номинации
- 2015 — Монреальский кинофестиваль (Montreal World Film Festival) — номинация на Grand Prix Ameriques (Тонино Дзангарди)[3].